# Eduard Nuñez
Eduard Marcel Núñez Mejía (Santo Domingo, 21 maggio 1991) è un ex calciatore dominicano, di ruolo difensore.

## Carriera

### Club
Gioca dal 2011 al 2012 al Premià. Nel 2012 si trasferisce al La Salle Premià. Nel 2013 passa al Vilassar de Dalt. Nel 2014 viene acquistato dal Mataró. Nel 2015 passa al Vilassar Mar.

### Nazionale
Debutta in nazionale il 15 maggio 2014, nell'amichevole Indonesia-Repubblica Dominicana.